# Сан-Франсиску-ди-Паула (Риу-Гранди-ду-Сул)
Сан-Франсиску-ди-Паула (порт. São Francisco de Paula)  —  муниципалитет в Бразилии, входит в штат Риу-Гранди-ду-Сул. Составная часть мезорегиона Северо-восток штата Риу-Гранди-ду-Сул. Входит в экономико-статистический  микрорегион Вакария. Население составляет 21 278 человек на 2007 год. Занимает площадь 3 273,498 км². Плотность населения — 6,5 чел./км².

## История
Город основан 21 мая 1878 года. 

## Статистика
- Валовой внутренний продукт на 2003 составляет 150.586.304,00 реалов (данные: Бразильский институт географии и статистики).
- Валовой внутренний продукт на душу населения на 2003 составляет 7.561,45 реалов (данные: Бразильский институт географии и статистики).
- Индекс развития человеческого потенциала на 2000 составляет 0,757 (данные: Программа развития ООН).

## География
Климат местности: субтропический. В соответствии с классификацией Кёппена, климат относится к категории Cfb.